# Кучер Іван Омелянович
Іван Омелянович Кучер (12 червня 1928, село Диканька, тепер Диканського району Полтавської області — ?) — український радянський діяч, металург, старший вальцювальник цеху блюмінг Донецького металургійного заводу Донецької області. Депутат Верховної Ради СРСР 7-го скликання.

## Життєпис
Народився в селянській родині. Освіта неповна середня. З 1945 по 1947 рік — учень школи фабрично-заводського навчання при металургійному заводі в місті Сталіно.
Потім працював робітником із прибирання гарячого металу, вальцювальником Сталінського металургійного заводу імені Сталіна.
З 1957 року — старший вальцювальник цеху блюмінг Сталінського (Донецького) металургійного заводу Сталінської (Донецької) області.
Потім — на пенсії в місті Донецьку.

## Нагороди
- орден Леніна (22.03.1966)
- медаль «За трудову відзнаку»
- медалі
- заслужений металург Української РСР (16.07.1965)